# 奈良市北部会館
奈良市北部会館（ならしほくぶかいかん）は、2004年（平成16年）7月20日に平城・相楽ニュータウン内に開館した、奈良市民が文化活動、教養の向上及び健康の保持を図るためのコミュニティーセンター。奈良市の複合施設はならまちセンター、西部会館に続いて3か所目で、平城ニュータウンでは初めて。事業費は約23億5700万円。なお、計画段階では平城ニュータウン地区センターと仮称されていた。

## 沿革
- 1999年（平成11年） - 住宅・都市整備公団が所有する駐車場用地について、奈良市が住宅・都市整備公団と売買契約を締結。
- 2001年（平成13年） - 実施設計のために奈良市は予算7480万円を計上[6]。
- 2002年（平成14年） - 一般競争入札の結果、奈良市は浅川・山上・大倭・中村・三和・尾田・万葉特定建設工事共同企業体と17億5875万円で請負契約を締結[7]。
- 2002年（平成14年）12月16日 - 着工[4]。
- 2004年（平成16年）3月31日 - 奈良市北部会館条例施行規則が公布される[8]。
- 2004年（平成16年）5月24日 - 竣工[4]。
- 2004年（平成16年）7月20日 - 開館[4]。奈良市役所北部出張所の業務開始[9]。閉館した奈良市史跡文化センターで使われていたスタインウェイのグランドピアノが修理されて市民文化ホールに運ばれ、国際音楽交流協会のクラシック演奏と右京保育園園児の歌で開館を祝う[3]。
- 2004年（平成16年）7月21日 - 北老春の家の無料開放室（談話ホール、娯楽室、音響ビデオルーム、和室）の利用開始[5][9]。
- 2004年（平成16年）8月1日 - 北老春の家の浴場と有料貸室（大集会室、会議室）、市民文化ホールの使用開始[5][9]。
- 2004年（平成16年）9月1日 - 奈良市立北部図書館の利用開始[5][9]。
- 2005年（平成17年）9月30日 - 奈良市北部会館条例施行規則の一部を改正する規則が公布される[10]。

## テナント
- 奈良市役所北部出張所
- 北福祉センター
- 市民文化ホール
- 奈良市立北部図書館

奈良市立図書館では中央図書館、西部図書館に次いで3ヶ所目で、3つの図書館をオンラインで結ぶことでお互いの図書館の蔵書確認や予約を可能にしている。当初55,000冊の蔵書を予定していたが、予算等の問題から新刊の小説や趣味の本など成人用20,000冊、移動図書用10,000冊で開館。2005年度末までに47,600冊までに増やすも、奈良市北部地域以外からも多くの来館があり、本が不足する事態となった。
なお、開館にあたって約30,000冊の蔵書と約500枚のCDにはバーコードだけでなく、13.56MHz帯のICタグを貼付。さらに、ICタグを利用し、IC R/Wで一括個体識別と持出し許可フラグの電子タグへの書込みが瞬時にできる自動貸出機2台と、最大21,000冊の本から出庫指示のあった本を自動でコンテナに入れて運ぶことのできる自動書庫「オートライブ」が設置された。

## 参照元
1. 1 2  「奈良市北部会館、高の原駅前に完成 出張所や図書館が入る複合施設」『読売新聞』2004年6月19日付大阪本社朝刊、奈セ2版、第32面
2. 1 2  「『北部会館』来月20日にオープン 地区初の複合施設」『毎日新聞』2004年6月18日付、奈良県版、第22面
3. 1 2 3  「平城ニュータウン地区に、市複合施設が開館」『毎日新聞』2004年7月21日付、奈良県版、第21面
4. 1 2 3 4  「北部会館の開館について (PDF) 」奈良市、2004年6月15日
5. 1 2 3 4  「奈良市北部会館、20日にオープン」『朝日新聞』2004年7月4日付朝刊、奈良1版、第30面
6. ↑  奈良市議会平成13年12月定例会（3号）、2001年12月13日
7. ↑  奈良市議会平成14年12月定例会（1号）、2002年12月9日
8. ↑  奈良市総務課長編「奈良市公報 号外第7号」奈良市、2004年6月7日
9. 1 2 3 4  奈良市役所広報課編「奈良しみんだより 平成16年7月号 No.1,004 (PDF) 」奈良市役所広報課、2004年
10. ↑  奈良市総務課長編「奈良市公報 号外第28号」奈良市、2005年11月28日
11. 1 2  「奈良市立北部図書館、右京に待望の開館 蔵書3万部、自動貸し出しOK」『読売新聞』2004年9月4日付大阪朝刊、奈良セ2版、第30面
12. 1 2  奈良市議会平成18年6月定例会（2号）、2006年6月8日
13. 1 2  「簡単・便利な電子タグを利用した各種応用ソリューション (PDF) 」 三菱電機インフォメーションシステム事業推進本部福士豊世・三菱電機情報技術総合研究所高畑泰志・三菱電機情報技術総合研究所重野俊浩・三菱電機インフォメーションシステムズ上月敏信・三菱電機インフォメーションシステムズ清元俊晴、2005年4月
14. 1 2  IT図書館システム「ULiUS（ユリウス）導入事例詳細 - 内田洋行
15. ↑  納入事例 奈良市立北部図書館様 - 日本ファイリング